# Дисереброиттрий
Дисереброиттрий — бинарное неорганическое соединение, интерметаллид
иттрия и серебра
с формулой Ag2Y,
кристаллы.

## Получение
- Сплавление стехиометрических количеств чистых веществ:

{\displaystyle {\mathsf {Y+2Ag\ {\xrightarrow {960^{o}C}}\ Ag_{2}Y}}}

## Физические свойства
Дисереброиттрий образует кристаллы
тетрагональной сингонии, пространственная группа I 4/mmm, параметры ячейки a = 0,3658 нм, c = 0,9136 нм, Z = 2,
структура типа дисилицида молибдена MoSi2
.
Соединение конгруэнтно плавится при температуре 960°C .